# Raúl Llorente
Raúl Llorente Raposo (Madrid, 2 aprile 1986) è un ex calciatore spagnolo, di ruolo difensore.

## Carriera

### Club
Ha giocato nella seconda divisione spagnola e nella prima divisione dei campionati greco ed australiano.

### Nazionale
Ha militato nelle nazionali giovanili spagnole Under-17 ed Under-19.

## Statistiche

### Presenze e reti nei club
Statistiche aggiornate al 27 ottobre 2021.
| Stagione                 | Squadra                  | Campionato               | Campionato | Campionato | Coppe nazionali | Coppe nazionali | Coppe nazionali | Coppe continentali | Coppe continentali | Coppe continentali | Altre coppe | Altre coppe | Altre coppe | Totale | Totale |
| Stagione                 | Squadra                  | Comp                     | Pres       | Reti       | Comp            | Pres            | Reti            | Comp               | Pres               | Reti               | Comp        | Pres        | Reti        | Pres   | Reti   |
| ------------------------ | ------------------------ | ------------------------ | ---------- | ---------- | --------------- | --------------- | --------------- | ------------------ | ------------------ | ------------------ | ----------- | ----------- | ----------- | ------ | ------ |
| 2005-2006                | Atlético Madrid B        | SDB                      | 27         | 0          |                 | -               | -               |                    | -                  | -                  |             | -           | -           | 27     | 0      |
| 2006-2007                | Atlético Madrid B        | SDB                      | 32         | 0          |                 | -               | -               |                    | -                  | -                  |             | -           | -           | 32     | 0      |
| 2007-2008                | Atlético Madrid B        | SDB                      | 33         | 1          |                 | -               | -               |                    | -                  | -                  |             | -           | -           | 33     | 1      |
| Totale Atlético Madrid B | Totale Atlético Madrid B | Totale Atlético Madrid B | 92         | 1          |                 | -               | -               |                    | -                  | -                  |             | -           | -           | 92     | 1      |
| 2008-2009                | Alavés                   | SD                       | 30         | 2          | CR              | 1               | 0               |                    | -                  | -                  |             | -           | -           | 31     | 2      |
| 2009-2010                | Alavés                   | SDB                      | 30         | 0          | CR              | 1               | 0               |                    | -                  | -                  |             | -           | -           | 31     | 0      |
| Totale Alavés            | Totale Alavés            | Totale Alavés            | 60         | 2          |                 | 2               | 0               |                    | -                  | -                  |             | -           | -           | 62     | 2      |
| 2010-2011                | Xerez                    | SD                       | 30         | 0          | CR              | 3               | 0               |                    | -                  | -                  |             | -           | -           | 33     | 0      |
| ago.-dic. 2011           | Xerez                    | SD                       | 4          | 0          | CR              | 0               | 0               |                    | -                  | -                  |             | -           | -           | 4      | 0      |
| Totale Xerez             | Totale Xerez             | Totale Xerez             | 34         | 0          |                 | 3               | 0               |                    | -                  | -                  |             | -           | -           | 37     | 0      |
| gen.-giu. 2012           | Tenerife                 | SDB                      | 18         | 1          |                 | -               | -               |                    | -                  | -                  |             | -           | -           | 27     | 0      |
| 2012-2013                | Tenerife                 | SDB                      | 27         | 1          | CR              | 0               | 0               |                    | -                  | -                  |             | -           | -           | 27     | 1      |
| 2013-gen. 2014           | Tenerife                 | SD                       | 8          | 0          | CR              | 0               | 0               |                    | -                  | -                  |             | -           | -           | 8      | 0      |
| Totale Tenerife          | Totale Tenerife          | Totale Tenerife          | 53         | 2          |                 | 0               | 0               |                    | -                  | -                  |             | -           | -           | 53     | 2      |
| gen.-mag. 2014           | Kallonī                  | SL                       | 9          | 0          |                 | -               | -               | -                  | -                  | -                  | -           | -           | -           | 9      | 0      |
| 2014-2015                | Kallonī                  | SL                       | 26         | 1          | CG              | 1               | 0               | -                  | -                  | -                  | -           | -           | -           | 27     | 1      |
| 2015-2016                | Kallonī                  | SL                       | 14         | 0          | CG              | 0               | 0               | -                  | -                  | -                  | -           | -           | -           | 14     | 0      |
| Totale Kallonī           | Totale Kallonī           | Totale Kallonī           | 49         | 1          |                 | 1               | 0               |                    | -                  | -                  |             | -           | -           | 50     | 1      |
| 2016-2017                | Platanias                | SL                       | 16         | 0          | CG              | 7               | 1               | -                  | -                  | -                  | -           | -           | -           | 23     | 1      |
| 2017-2018                | Western Sydney           | AL                       | 26         | 0          | CA              | 0               | 0               |                    | -                  | -                  |             | -           | -           | 26     | 0      |
| 2018-2019                | Western Sydney           | AL                       | 16         | 0          | CA              | 4               | 0               |                    | -                  | -                  |             | -           | -           | 20     | 0      |
| Totale Western Sydney W. | Totale Western Sydney W. | Totale Western Sydney W. | 42         | 0          |                 | 4               | 0               |                    | -                  | -                  |             | -           | -           | 46     | 0      |
| gen.-mag. 2021           | Villarrobledo            | SDB                      | 12         | 0          |                 | -               | -               |                    | -                  | -                  |             | -           | -           | 12     | 0      |
| Totale carriera          | Totale carriera          | Totale carriera          | 358        | 6          |                 | 17              | 1               |                    | -                  | -                  |             | -           | -           | 375    | 7      |